# Savannah Simo
Savannah Marie „Savvy“ Simo (* 8. September 1998 in La Jolla) ist eine US-amerikanische Beachvolleyballspielerin.

## Karriere
Savvy Simo startete ihre Karriere an der Torrey Pines High School in San Diego. Zunächst hatte sie als Außenangreiferin im Hallenvolleyball einige regionale Erfolge, konzentrierte sich aber parallel schon auf die Spiele im Sand und gehörte dort zu den U17 und U19 Beach-Nationalteams  der USA. Auch an der University of California fuhr die aus La Jolla stammende Athletin zweigleisig Mit Torrey Van Winden nahm sie 2017 an der U21-Weltmeisterschaft in Nanjing teil. In ihrer Studentenzeit gelangen ihr 91 Siege bei nur 25 Niederlagen. Durch diese Serie belegt sie den fünften Rang in der Geschichte der UCLA. Sie gewann mit ihrem Team zwei nationale Beachmeisterschaften und wurde als All-American sowohl in der Halle als auch im Sand geehrt.
2019 und 2021 startete Simo bei einigen AVP-Veranstaltungen. Bestes Resultat war ein siebter Platz mit Megan Kraft in Atlanta. Ein Jahr später gelang ihr beim Future der FIVB in Balıkesir  mit der gleichen Partnerin ihr erster Sieg bei einem Wettbewerb der beiden bedeutendsten Beachtouren. In der gleichen Saison wurde Savannah Simo sowohl Fünfte mit Toni Rodriguez in New Orleans (AVP) als auch bei den FIVB Challenge Veranstaltungen in Espinho mit Emily Day und Dubai mit Jessica Gaffney. 2023 standen Rodriguez und Simo in La Paz zum ersten Mal in einem Finale eines Challenge.
Seit April 2024 ist Abby Van Winkle Simos neue Partnerin. Die beiden wurden Dritte beim Wettbewerb in Waupaca und siegten bei den Events der amerikanischen Beachserie in Denver und Virginia Beach sowie der Veranstaltung der NORCECA Tour in Varadero. Beim Challenge in Chennai wurden sie Siebte. Im Mai der folgenden Saison erreichten sie ihren bis zu diesem Zeitpunkt wertvollsten Erfolg bei der FIVB Tour. Beim gleichartigen Turnier in Xiamen standen sie nach überstandener Vorausscheidung und den Siegen über Alchin / Johnson sowie Deberg / Rodriguez im Pool D und den Erfolgen im Achtel- und Viertelfinale gegen Hodel / Kraft sowie Vieira / Chamereau zum ersten Mal in der Vorschlussrunde.

## Persönliches
Savannah Marie Simo wuchs auf einer kleinen Farm auf. Sie nahm an verschiedenen Rodeo-Wettbewerben teil. Celeste und Brian Simo sind ihre Eltern. Ihr Vater war ein professioneller NASCAR-Fahrer. Ihre beiden jüngeren Geschwister heißen Sawyer und Slater. Ihr großes Vorbild ist die mehrfache Weltmeisterin und Olympiasiegerin Kerri Walsh Jennings.